# Valentina Fiorin
Valentina Fiorin (ur. 9 października 1984 w Wenecji) – włoska siatkarka, reprezentantka kraju. Obecnie występuje w Serie A, w drużynie Unedo Yamamay Busto Arsizio.

## Sukcesy klubowe
Superpuchar Włoch:
- 2001

Puchar Włoch:
- 2008

Puchar Francji:
- 2009, 2010

Mistrzostwo Francji:
- 2009, 2010

Liga Mistrzyń:
- 2010

Mistrzostwo Włoch:
- 2013

Puchar CEV:
- 2017

## Sukcesy reprezentacyjne
Mistrzostwa Europy Kadetek:
- 2001

Grand Prix:
- 2004, 2005
- 2006, 2007

Mistrzostwa Europy:
- 2007

## Nagrody indywidualne
- 2001: MVP Mistrzostw Europy Kadetek